# Неретниекс, Кристапс
Кристапс Неретниекс (латыш. Kristaps Neretnieks; род. 2 августа 1989, Рига) — латвийский всадник, конкурист, участник Олимпийских игр в Токио и Париже

## Карьера
В 2013 году он получил право выступать в финале чемпионата мира в Гётеборге и занял 21 место. Неретниекс стал первым латвийским всадником, принявшим участие в финале Кубка мира. В финале чемпионата мира 2014 года в Лионе он занял 19 место, также в 2015 году выступил в финале чемпионата мира, проходившем в Лас-Вегасе, и занял 36 место. В 2014 году он впервые принял участие во Всемирных конных играх и занял 72-е место на коне Conte Bellini.
В 2019 году завоевал путёвку на Летние Олимпийские игры 2020 года в Токио. Неретниекс стал первым всадником в истории Латвии, получившим олимпийскую путёвку. В августе 2021 года Неретниекс вместе с 25 другими наездниками занял разделённое 1-е место, не заработав ни одного штрафного очка, и вышел в финал квалификационного раунда на Олимпийских играх в Токио. В финале заработал тринадцать штрафных очков и проехал дистанцию за 88,75 секунды, заняв 23-е место..
В 2022 году в Хернинге на коне Валур принял участие в чемпионате мира по конному спорту, и занял 34-е место в конкуре.
В январе 2024 года Международная федерация конного спорта подтвердила, что Неретниекс прошел квалификацию на летние Олимпийские игры 2024 года в Париже. На Олимпийских играх в Париже с 12 штрафными очками он занял 56-е место в квалификационном раунде и не прошёл в финал.